# NGC 4266
NGC 4266 is een balkspiraalstelsel in het sterrenbeeld Maagd. Het hemelobject werd op 26 mei 1864 ontdekt door de Duitse astronoom Albert Marth.

## HD 107228
Telescopisch verkregen foto's, genomen van het stelsel NGC 4266, tonen de ster HD 107228 zeer dicht in de buurt van dit stelsel. In werkelijkheid betreft het een voorgrondster behorend tot het melkwegstelsel. Vanaf de aarde gezien staan NGC 4266, HD 107228, en de Aarde bijna op dezelfde lijn. Indien ze alledrie op dezelfde lijn zouden staan zou HD 107228 schijnbaar in NGC 4266 te zien zijn, en de indruk wekken een supernova in het ver verwijderd sterrenstelsel te zijn.

## Synoniemen
- UGC 7368
- MCG 1-32-2
- ZWG 42.21
- VCC 362
- IRAS 12171+0548
- PGC 39699